# Фавье, Жан-Луи
Жан-Луи Фавье (фр. Jean-Louis Favier, 1711—1784) — французский публицист и дипломат. 
Был секретарём Шетарди, посланником в Турине, доверенным лицом министра полиции Аржансона. При Шуазеле исполнял тайные дипломатические поручения в Испании и России; потерял расположение герцога за противодействие его планам, бежал, был замешан в дело Дюмурье, схвачен в Гамбурге и заключён в Бастилию, откуда вышел лишь при Людовике XVI. 
Его труды: 
- «Essai historique et politique sur le gouvernement présent de la Hollande» (1748),
- «Doutes et questions sur le traité de Versailles entre le roi de France et la reine de Hongrie» (1778),
- «Mémoires secrets de Bolingbroke» (1754).
- Часть работ Ф. вошла в «Politique de tous les cabinets de l'Europe pendant les règnes de Louis XV et de Louis XVI» Сегюра (1803).

Очень незначительный фрагмент из мемуаров Фавье (причем с чужой копии) был переведен на русский язык и издан. К настоящему времени он является одним из важных документов, рассказывающих о ситуации при дворе в последние годы правления Елизаветы Петровны.